# NGC 138
NGC 138 est une vaste et lointaine galaxie lenticulaire située dans la constellation des Poissons. Sa vitesse par rapport au fond diffus cosmologique est de 11 651 ± 25 km/s, ce qui correspond à une distance de Hubble de 172 ± 12 Mpc (∼561 millions d'al). NGC 138 a été découverte par l'astronome allemand Albert Marth en 1864.

## Caractéristiques
Sa vitesse par rapport au fond diffus cosmologique est de 11 651 ± 25 km/s, ce qui correspond à une distance de Hubble de 172 ± 12 Mpc (∼561 millions d'al). Avec un diamètre estimé à 200 000 années-lumière, NGC 138 est presque deux fois plus vaste que notre galaxie, la Voie lactée.

## Morphologie
La base de données NASA/IPAC et Wolfgang Steinicke classent cette galaxie comme une spirale (Sa), mais on ne voit nullement la présence d'un bras sur l'image de l'étude SDSS. La classification de galaxie lenticulaire proposée par le professeur Seligman semble mieux convenir. 